# グラファイト
グラファイト（英: graphite、石墨、黒鉛）は、炭素から成る元素鉱物。六方晶系（結晶対称性はP63/mmc）、六角板状結晶。

## 特徴
構造は亀の甲状の層状物質、層毎の面内は強い共有結合（sp2的）で炭素間が繋がっているが、層と層の間（面間）は弱いファンデルワールス力で結合している。それゆえ、層状に剥離する（へき開完全）。電子状態は、半金属的である。
グラファイトが剥がれて厚さが原子1個分しかない単一層となったものはグラフェンと呼ばれ、金属と半導体の両方の性質を持つ。
素材としては、地中鉱物として得られる天然グラファイトと、コークスにタールやピッチを加えて練和・成形・焼成・超高温結晶化処理して得られる人造グラファイトに分けられる。
天然グラファイトの採掘は、中国、スリランカのサバラガムワ、メキシコのソノラ、カナダのオンタリオ州、北朝鮮、マダガスカル、アメリカのニューヨーク州などで商業的に行われている。日本でも、かつて富山県で千野谷黒鉛鉱山が稼働していた。

## 別名
硬筆（鉛筆やシャープペンシルの芯）に使われることから石墨（せきぼく）の和名を持ち、鉱物名として使われることが多い。
元素分析以前には鉛を含むと思われており、ラテン語で鉛を意味する plumbum に由来する plumbago と呼ばれていた。このため、英語で black lead 、日本語でもこれを直訳して黒鉛（こくえん）とも呼ぶ。ただし、実際には鉛はまったく含まれていない。グラファイトという名は、それが判明したのち、plumbago という名が不適切とされたことで提案されたものである。

## 構造
構造上、α黒鉛とβ黒鉛が存在し、両者の違いは黒鉛層構造の重なり具合の違いである。通常見られる黒鉛は、ほとんどがα黒鉛である。
同素体にダイヤモンド、フラーレン、カーボンナノチューブ、カーボンナノホーンがある。
常温、常圧ではダイヤモンドより、このグラファイトの方が安定な相 (Phase) である。しかしながら、ダイヤモンドとの間には、乗り越えるべきエネルギー差が非常に大きいため、普通の状態ではダイヤモンドからグラファイトになる（構造相転移）ことはない。

## 用途
グラファイトの特性として、耐熱性、自己潤滑性、導電性、熱伝導性、耐酸性、耐アルカリ性に優れている上に、アルミニュームより比重が小さく熱膨張率が小さい。これらの特性を要する多種多用な用途・製品に用いられている。
歴史的な産業利用は16世紀前半にイギリスの湖水地方で発見された石墨鉱床が最初で、長い間鉛筆を製造したが、その他にも耐火物質として、製鉄やイギリスがスペイン無敵艦隊を撃破した16世紀後半には、砲弾の鋳型に使われた。また、粘土などと混合させたうえで鉛筆の芯としても利用される。またガスケットとして、耐熱性が求められる場合や、軸受など潤滑と気密の役割を同時に持たせる場合に用いられる。
原子核物理学分野
軽水には劣るが中性子を減速でき、中性子の吸収も少ないので、世界最初の原子炉「シカゴ・パイル1号」では減速材として使用された。現在でも黒鉛炉の減速材として使用されている。
工業分野
潤滑剤
黒鉛粉末は油分を含まないながらも潤滑性と導電性を有するため、埃が溜まりやすいゆえに多量の油分の使用が望ましくない箇所の潤滑に単独で用いられることもある。身近な例では、室内向けキーシリンダーの潤滑材に指定されている場合があり、電子機器のコネクタの接点復活剤や電子基板のパターンを補修する用途に用いられる場合もある。特に比較的高荷重な部位に用いるオイルやグリースなどへ固体潤滑剤として黒鉛粉末が添加される場合もあり、似た特性を持つ二硫化モリブデンと併用して添加されることも多い。DIY工作におけるこうした用途での黒鉛粉末の入手元としては、芯の軟らかい鉛筆が手頃である。
潤滑剤としての特性としては、二硫化モリブデンなどに比べて摩擦係数や耐荷重性は劣るものの熱安定性に優れており、窒化ホウ素ほどではないが高温での使用が可能である。真空中では窒化ホウ素よりも遥かに高い温度まで使用できるが、二硫化モリブデンなどが真空中で大気中よりも低い摩擦係数を示すのに対し、グラファイトは逆に摩擦係数が上昇するために使用は高温部位に限られる。その潤滑性の高さから自動車用ワイパーゴムに塗布されているもの（グラファイトゴム）があり、動作時の「ビビり」を低減する。撥水加工を施したフロントガラスに使用することにより、撥水被膜の劣化をある程度まで防ぐ。
鉄への添加物
炭素を含有する鋳鉄においては炭素がグラファイトとして晶出、その形状は冷却温度や合金成分によって異なり、グラファイトの形状により鋳鉄の特性や品質を左右する。その形状は一般的な鋳鉄、例えばねずみ鋳鉄などにおいては片状となるがダクタイル鋳鉄では球状となる。
複数の特性を活かした用途例
金属電気精錬炉（アーク炉）の電極棒（耐熱性、導電性）
電気鉄道車両のパンタグラフ摺り板、電動機電極ブラシ、車軸接地電極ブラシ（耐熱性、潤滑性、導電性）
車両用ブレーキパッド（耐熱性、潤滑性）温度上昇時の性能低下が少ない。適度な潤滑性で衝撃や騒音、摩耗が小さい。
帯電防止塗料や樹脂の基材（導電性、耐酸性、耐アルカリ性）電磁波シールド、レーダー波吸収塗料、防爆器具塗料など。
耐熱塗料や耐熱樹脂の基材（耐熱性、熱伝導性、耐酸性、耐アルカリ性）耐久性と軽量化要求が非常に厳しい航空機、軍用機器、携帯用通信機の筐体や塗料、業務用携帯用のライトや電子機器の筐体や空冷フィンなど。
耐火煉瓦の原材料、溶鉱炉や金属溶融炉の内面ライニングブロックや内面タイル（耐熱性、耐酸性、耐アルカリ性）左記特徴に加えて熱膨張率が小さいので、割損や剥離損傷を生じにくくメンテナンスコストを低減し、炉の寿命を延ばせる。
リチウムイオン二次電池の負極。2020年代前半において電気自動車1台あたりの黒鉛の使用量は50から100キログラムとされている。

## 層間化合物
黒鉛層間の空隙に電子供与体あるいは電子受容体元素が侵入（インターカレーション）した層間化合物（そうかんかごうぶつ、intercalational compound）が知られており、これは成層化合物（せいそうかごうぶつ、lamellar compound）とも呼ばれる。
1926年に最初の層間化合物KC8が発見され、KC24、KC36なども知られている。他には黒鉛と、アルカリ金属元素、Br2、金属酸化物、典型元素の酸化物や硫化物とから形成される層間化合物も知られている。
KC8は300℃で黒鉛にカリウム蒸気を作用させて製造し、外見はブロンズ色をしている。黒鉛に比してKC8の方が金属的性質が強く、これは還元試薬としても利用されている。LiC6はリチウムイオン電池の負極として用いられている。